# Саманіди

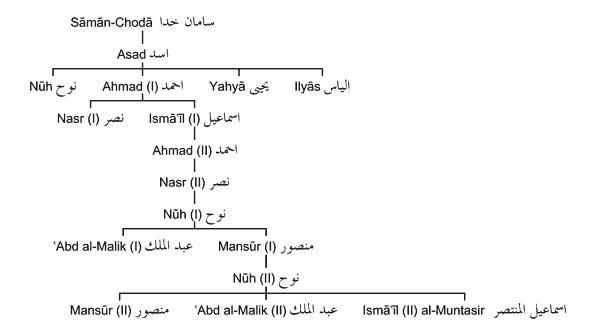
«Родове дерево» Саманідів

Самані́ди — династія правителів, яка владарювала у Середній Азії в 819—999 роки. 
Засновник династії — Саман-Худат походив із села Саман (північний Афганістан).
Спочатку Саманіди захопили намісництво в Мавераннахрі та Хорасані, а від 875 року стали правителями Саманідської держави, засновником якої вважається Ісмаїл Самані (849—907).
Династія Саманідів припинила своє існування за Мансура II (997—999), після здобуття (999) Бухари Караханідами.

## Джерело
- Саманіди // Українська радянська енциклопедія : у 12 т. / гол. ред. М. П. Бажан ; редкол.: О. К. Антонов та ін. — 2-ге вид. — К. : Головна редакція УРЕ, 1983. — Т. 10 : Салют — Стоговіз. — 543, [1] с., [36] арк. іл. : іл., табл., портр., карти + 1 арк с., стор. 8
- Richard N. Frye: The Samanids. In: The Cambridge History of Iran. Bd. 4. Cambridge 1975, с. 136 і наступні.